# António Guterres
António Manuel de Oliveira Guterres (portugisiskt uttal: [ɐ̃ˈtɔnju ɡuˈtɛʁɨʃ]), född 30 april 1949 i Lissabon, är en portugisisk politiker och diplomat. Han var Portugals premiärminister 1995–2002, ledare för Socialistinternationalen 1999–2005 och kommissarie för FN:s flyktingkommissariat (UNHCR) 2005–2015. Sedan den 1 januari 2017 är han FN:s generalsekreterare.

## Biografi och karriär
Guterres utbildade sig till ingenjör vid Tekniska Högskolan i Lissabon och fick 1971 tjänst som lektor i elektroteknik vid universitetet. Den 25 april 1974 gick han med i Partido Socialista, där han var aktiv under nejlikerevolutionen. Till en början ledde hans katolska engagemang till misstro, men så småningom fick han flera ledande positioner. 
1976 blev Guterres invald till Portugals parlament och var kommunstyrelsens ordförande i Fundão kommun mellan 1979 och 1995. 1992 blev han partiledare och ledde oppositionen mot Aníbal Cavaco Silva.
Vid valet 1995 blev han premiärminister och blev populär för sin diplomatiska framtoning. I samband med Portugals ordförandeskap i Europeiska unionens råd första halvåret år 2000 ledde Guterres arbetet i Europeiska rådet. Efter valförlusten 2002 avgick han som partiledare och efterträddes av Eduardo Ferro Rodrigues. Det rivaliserande center-högerpartiet Partido Social Democrata (PSD) vann, och José Manuel Durão Barroso efterträdde honom som premiärminister.
1999 hade Guterres tagit över Pierre Mauroys ordförandeskap för Socialistinternationalen, men efterträddes 2005 av George Andreas Papandreou. I maj 2005 utsågs han till högkommissionär för FN:s flyktingkommissariat (UNHCR).
I oktober 2016 tillkännagav FN:s säkerhetsråd att de föreslår Guterres som Ban Ki-moons efterträdare på posten som FN:s generalsekreterare. Den 13 oktober 2016 valdes han till posten, och tillträdde den 1 januari 2017.

## Utmärkelser
- Storkorset av Karl III:s orden,  2000[4]
- Kedja av Isabella den katolskas orden,  2002[5][6]
- Freedom Award,  2007
- Kirgizistans vänskapsorden,  21 september 2017[7]
- Karlspriset,  30 maj 2019[8]
- Storkors med kedja av Karl III:s orden,  2023[9]
- Portugals frihetsorden
- Kristusorden
- Ärans orden
- Leopoldorden
- Chilenska förtjänstorden
- Uruguays medalj
- Amílcar Cabral-orden
- Nigers förtjänstorden
- Nationalförtjänstorden
- Storkors av Portugals frihetsorden[10]
- Storkors av Kristi militärorden[10]
- Uppgående solens orden, första klass
- Storkors av Södra korsets orden
- Riddare av Chilenska förtjänstorden
- Tunisiens republikorden
- Rumänska Stjärnans orden
- Storkorsriddare av Republiken Italiens förtjänstorden
- Storkorset av Nationalförtjänstorden
- Mexikanska Aztekiska Örnorden
- Storkorsets hedersorden
- Första klass av Jaroslav den vises orden
- Storkors av Republiken Polens förtjänstorden
- Uzbekistans vänskapsorden

[Redigera Wikidata]